# 八重山鐮鬚夜蛾
八重山鐮須夜蛾（学名：Zanclognatha yaeyamalis）为夜蛾科鐮須夜蛾屬下的一个种。